# Derechos de las mujeres en Afganistán
Los derechos de las mujeres en Afganistán han variado a lo largo de la historia. Las mujeres lograron la igualdad en la constitución de 1964 sin embargo, estos derechos les fueron arrebatados en la década de 1990 con la guerra civil y la llegada al poder de los grupos fundamentalistas talibán entre 1996 y 2001. Tras el derrocamiento del régimen talibán a finales del 2001, los derechos de las mujeres avanzaron gradualmente. La Constitución de 2004 recuperó derechos arrebatados en las últimas décadas planteando un avance al menos desde la perspectiva legal, ya que el peso de la tradición, especialmente en las zonas rurales continúa resultando especialmente desfavorable para el avance y el reconocimiento de los derechos de las mujeres en la República Islámica de Afganistán. Entre mayo y agosto de 2021 con el avance de los talibanes en el control del país las organizaciones de derechos humanos y Naciones Unidas confirma un nuevo retroceso en los derechos.

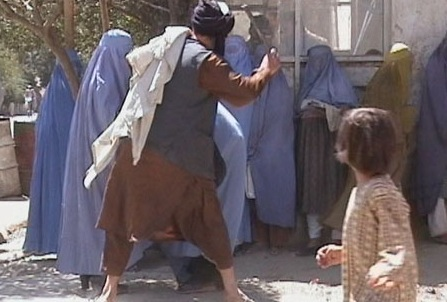
Talibán policía religiosa golpea a una mujer en Kabul filmado por RAWA el 26 de agosto de 2001.

## Contexto

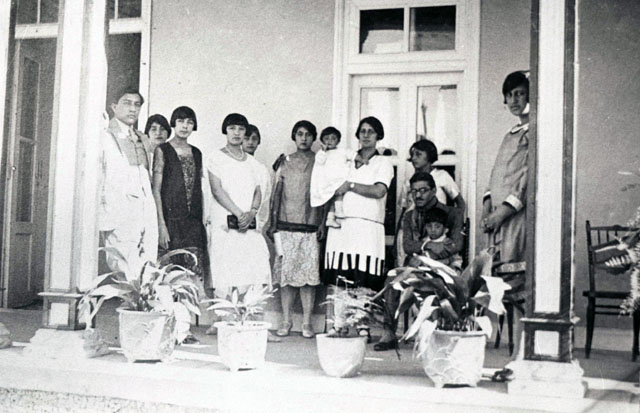
Mujeres Afganas en la década de los 20.

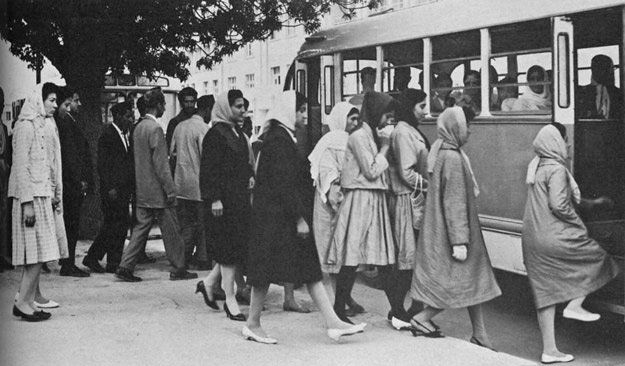
Mujeres Afganas en Kabul en los 50

La población de Afganistán es de aproximadamente 34 millones, de estas, 15 millones son hombres y 14,2 millones son mujeres. Alrededor del 22% de los afganos viven en áreas urbanas y el 78% restante vive en el área rural. Como parte de la tradición local, la mayoría de las mujeres se casan poco después de completar la escuela y casi todas viven como ama de casa por el resto de sus vidas.
Presidentes de Afganistán han intentado constantemente aumentar la libertad de las mujeres. En su mayor parte, estos intentos no tuvieron éxito. Sin embargo, hubo algunos líderes que pudieron hacer algunos cambios significativos. Entre ellos estaba Amanulá Khan, quien gobernó de 1919 a 1929 e hizo algunos de los cambios más notables en un intento de unificar y modernizar el país.
Él, junto con otros gobernantes que lo seguían, promovió la libertad de las mujeres en la esfera pública para disminuir el control que las familias patriarcales tenían sobre las mujeres. El rey Amanulá enfatizó la importancia de la educación femenina. Además de alentar a las familias a enviar a sus hijas a la escuela, promovió la presentación de mujeres y las convenció para que adoptaran un estilo de vestir más occidental. En 1921, creó una ley que abolió el matrimonio forzado, el matrimonio infantil, el precio de la novia y puso restricciones a la poligamia, una práctica común entre los hogares en la región de Afganistán. Con el tiempo, estas restricciones se hicieron casi imposibles de aplicar.
La reforma social moderna para las mujeres afganas comenzó cuando Reina Soraya, esposa del rey Amanulá, hizo reformas rápidas para mejorar la vida de las mujeres y su posición en la familia. Fue la única mujer en aparecer en la lista de gobernantes en Afganistán y se le atribuyó haber sido una de las primeras y más poderosas activistas afganas y musulmanas. La Reina Soraya, junto con la de su esposo, abogaron por reformas sociales para las mujeres que desencadenó en protestas y contribuyó a la desaparición definitiva de su reinado y el de su esposo en 1929.
Los sucesores Mohamed Nadir Shah y Mohamed Zahir Shah actuaron con más cautela, pero forjaron un progreso moderado y constante de los derechos de las mujeres. A lo largo del siglo XX, los hombres continuaron teniendo el control final sobre las mujeres. Después de la elección de Mohammed Daud Khan como primer ministro en 1953, se alentaron cada vez más las reformas sociales para dar a las mujeres una mayor presencia pública. Uno de sus principales objetivos era liberarse de la tradición islamista ultraconservadora de tratar a las mujeres como ciudadanas de segunda clase. Durante su tiempo realizó importantes avances hacia la modernización. Un pequeño número de mujeres pudo mantener trabajos como científicas, maestras, doctoras y funcionarias, y tenían una considerable libertad con importantes oportunidades educativas.
La Constitución de 1964 de Afganistán otorgó a las mujeres los mismos derechos y sufragio universal, y podrían postularse para un cargo. Sin embargo, la mayoría de las mujeres vivían como amas de casa y fueron excluidas de estas oportunidades, ya que estas leyes judiciales reformadas afganas fueron principalmente efectivas solo en las ciudades. El campo era una sociedad tribal profundamente patriarcal.
En 1977, la Asociación Revolucionaria de las Mujeres de Afganistán (RAWA) fue fundada por Meena Keshwar Kamal. Su oficina fue trasladada a Quetta en Pakistán, posteriormente fue asesinada en 1987. RAWA todavía opera en la región de Afganistán y Pakistán.

### Consejo de Mujeres Afganas
El Consejo de Mujeres Afganas (también conocido como el "Consejo de Mujeres") era una organización que funcionó en la "República Democrática de Afganistán" (1978–87) y la República de Afganistán (entre 1987-1992). Hasta 1989, el líder de la organización era Masuma Esmati Wardak. La organización fue dirigida por Wardak y un equipo de ocho mujeres. En 1978, bajo el mando de Nur Muhammad Taraki, el gobierno otorgó los mismos derechos a las mujeres. Esto les dio la posibilidad de elegir a sus esposos y carreras. Las afiliadas al  Consejo de Mujeres Afganas era de alrededor de 150.000 mujeres y tenía oficinas en casi todas las provincias. Posteriormente la mayoría de las mujeres en Kabul como de otras ciudades importantes se resistieron a los Mujahideen cuando estos llegaron al gobierno debido a sus leyes regresivas sobre las mujeres.
El Consejo de Mujeres Afganas brindó trabajo social a las mujeres en Afganistán, en la lucha contra el analfabetismo y apoyó la formación profesional para las personas en entre otras: secretaría, peluquería y en talleres. Muchos temieron la plataforma reivindicativa del Consejo de Mujeres en las conversaciones reconciliación nacional que comenzaron en 1987. Se afirma que en 1991 alrededor de siete mil mujeres estaban en instituciones de educación superior y unas 230.000 niñas estudiaban en escuelas de todo Afganistán. Había alrededor de 190 mujeres profesoras y 22.000 maestras.

### Mujahideen y la era Talibán
En 1992, el gobierno bajo Mohammad Najibullah hizo la transición al Estado Islámico de Afganistán. La guerra en Afganistán continuó en una nueva fase cuando Gulbuddin Hekmatyar comenzó una campaña de bombardeos contra el Estado Islámico de Afganistán en Kabul.
Las restricciones impuestas cuando se estableció el Estado Islámico de Afganistán fueron "la prohibición del alcohol y la aplicación de un velo a veces puramente simbólico para las mujeres".. Sin embargo, las mujeres permanecieron en el lugar de trabajo y las disposiciones liberales de la constitución de 1964 se mantuvieron en gran medida. Las mujeres comenzaron a estar más restringidas después de que Hekmatyar se integrara al Estado Islámico de Afganistán como  primer ministro afgano en 1996. Exigió que las mujeres que aparecieron en la televisión fueran despedidas. Durante la violenta guerra civil de cuatro años, varias mujeres fueron secuestradas y algunas violadas. Durante este período, el Talibán se abrió camino para tomar el control de Kabul.
Al igual que su líder Mohammad Omar, la mayoría de los soldados talibanes eran aldeanos pobres, educados en escuelas Wahhabi en la vecina Pakistán. Los pastunes de Pakistán también comenzaron a unirse al grupo. Los talibanes declararon que las mujeres tenían prohibido ir a trabajar y que no debían abandonar sus hogares a menos que estuvieran acompañadas por un Mahram (miembro masculino de la familia). Cuando salieran, se les obligó a usar el burka. Bajo estas restricciones, a las mujeres se les negó la educación formal. Las mujeres generalmente se veían obligadas a quedarse en casa y pintar sus ventanas para que nadie pudiera ver adentro o afuera.
Durante el mandato de cinco años de los talibanes, las mujeres en Afganistán fueron puestas bajo un arresto domiciliario de facto. Algunas mujeres que alguna vez tuvieron posiciones respetables se vieron obligadas a deambular por las calles en sus burkas vendiendo todo lo que tenían o mendigando para sobrevivir (ya que no podían trabajar). Las Naciones Unidas se negaron a reconocer al gobierno talibán, y Estados Unidos les impuso fuertes sanciones, similares a las impuestas a Corea del Norte. Esto llevó a dificultades extremas para todos los ciudadanos de Afganistán.
Debido a que la mayoría de los maestros habían sido mujeres antes del régimen talibán, las nuevas restricciones sobre el empleo de las mujeres crearon una gran falta de maestros, lo que ejerció una enorme presión sobre la educación de los niños. Aunque a las mujeres se les prohibió la mayoría de los trabajos, incluida la enseñanza, a algunas mujeres en el campo de la medicina se les permitió continuar trabajando. Esto se debe a que los talibanes exigieron que las mujeres solo pudieran ser tratadas por médicos femeninos. Además, por varias razones, era difícil para las mujeres buscar atención médica. Incluso cuando una mujer pudo llegar a un hospital, no tenía garantías de que la vería un médico. También se les negaba la posibilidad de usar lentes entre tantas otras restricciones.
Varios comandantes talibanes y de Al-Qaeda dirigieron una red de trata de personas, secuestraron a mujeres y las vendieron para su prostitución forzada y esclavitud en Pakistán.   Time Magazine  escribió: 

"Los talibanes a menudo argumentaban que las restricciones brutales que imponían a las mujeres eran en realidad una forma de revertir y proteger al sexo opuesto. El comportamiento de los talibanes durante los seis años en que expandieron su gobierno en Afganistán se burlaron de esa afirmación".

### SigloXXI

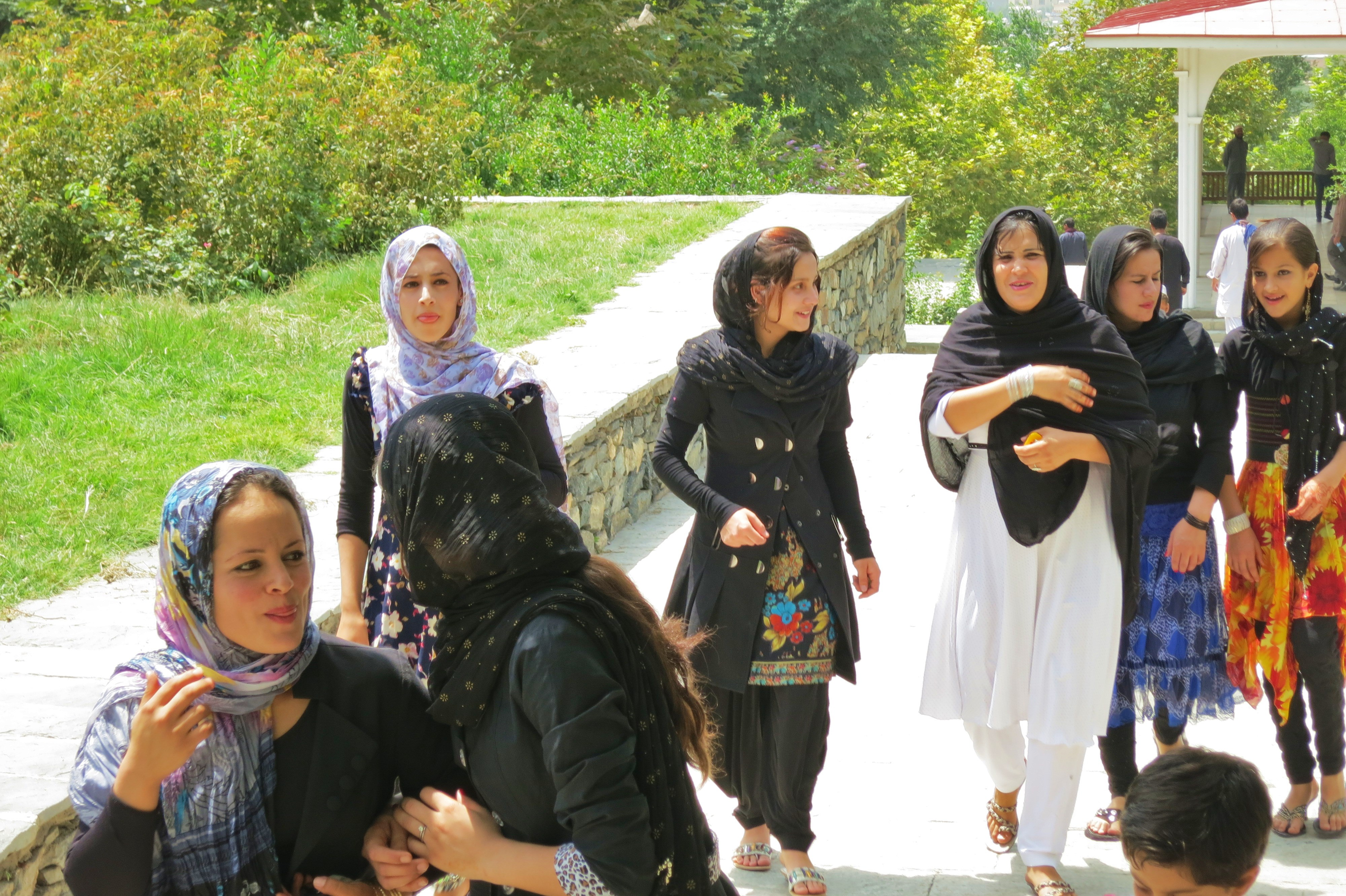
Un grupo de mujeres afganas que visitan los Jardines de Babur en Kabul.

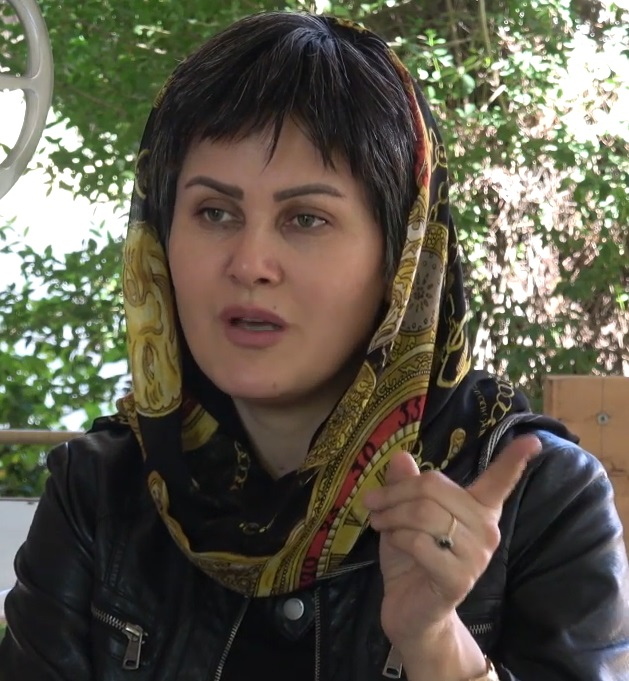
Sahraa Karimi, quien fue nombrada la primera directora general femenina de Afghan Film en 2019

A finales de 2001, y luego de la Invasión estadounidense de Afganistán, las Naciones Unidas formaron un nuevo Gobierno e impusiron a Hamid Karzai como presidente, que incluyó a mujeres como en el Afganistán anterior a los años noventa. Según la nueva constitución de 2004, el 27 por ciento de los 250 escaños en la cámara baja están reservados para mujeres.
En marzo de 2012, el presidente Karzai aprobó un "código de conducta" emitido por el Consejo de Ulemas. Algunas de las reglas establecen que "las mujeres no deben viajar sin un tutor masculino y no deben mezclarse con hombres extraños en lugares como escuelas, mercados y oficinas". Karzai dijo que las reglas estaban en línea con la ley islámica y que el código de conducta fue escrito en consulta con el grupo de mujeres afganas ". Las organizaciones de derechos humanos y activistas femeninas dijeron que al respaldar este código de conducta, Karzai está poniendo en peligro el "progreso difícilmente logrado en el derecho de las mujeres desde que los talibanes cayeron del poder en 2001". La BBC informó que varias mujeres han reaccionado a la aprobación con humor.
La situación general de las mujeres afganas ha mejorado en la última década, particularmente en las principales zonas urbanas, pero las que viven en zonas rurales del país aún enfrentan muchos problemas. En 2013, una autora india Sushmita Banerjee fue asesinada en provincia de Paktika  por militantes por supuestamente desafiar los dictados talibanes. Estaba casada con un empresario afgano y se había mudado recientemente a Afganistán. Anteriormente había escapado de dos instancias de ejecución por parte de los talibanes en 1995 y luego huyó a la India. Su libro basado en su escape de los Talibanes también fue filmado en una película de Bollywood.
Un informe del gobierno de 2011 encontró que el 25 por ciento de las mujeres y niñas diagnosticadas con fístula eran menores de 16 años cuando se casaron. En 2013, las Naciones Unidas publicaron estadísticas que muestran un aumento del 20% en la violencia contra las mujeres, a menudo debido a que la violencia y la cultura conservadoras justifican la violencia doméstica. En febrero de 2014, Afganistán aprobó una ley que incluye una disposición que limita la capacidad del gobierno de obligar a algunos miembros de la familia a ser testigos de violencia doméstica. Human Rights Watch describió la implementación de la Ley de 2009 sobre la eliminación de la violencia contra las mujeres como "pobre", y señaló que algunos casos son ignorados.
Según la ley afgana, las mujeres de todo el país pueden conducir vehículos. También se les permite participar en ciertos eventos internacionales como  Juegos Olímpicos y competencia de robots. Organizaciones de derechos humanos, incluyendo Human Rights Watch y la Comisión de los Estados Unidos sobre Libertad Religiosa Internacional han expresado preocupación por los derechos de las mujeres en el país. El "Instituto de Georgetown para Mjeres, Paz y Seguridad" clasifica a Afganistán como uno de los peores países para las mujeres del mundo.

## Violencia contra las mujeres en Afganistán
Al igual que en otros países, también se ha informado de violencia contra las mujeres en Afganistán. En marzo de 2015  Farkhunda Malikzada, una mujer afgana de 27 años fue golpeada públicamente y asesinada por una turba enfurecida de musulmanes radicales en Kabul sobre una falsa acusación de Profanación del Corán. Varios funcionarios públicos prominentes recurrieron a Facebook inmediatamente después de la muerte para respaldar a los desalmados que provocaron el linchamiento. Más tarde se reveló que ella ni siquiera quemó el Corán.
Muchas mujeres en Afganistán experimentan algún tipo de abuso. Algunos han sido encarcelados por delitos menores. Los perpetradores son a menudo las familias de la víctima.
En 2009, la eliminación de la violencia contra las mujeres se convirtió en ley. La misma fue la creación de múltiples organizaciones, así como destacadas activistas por los derechos de las mujeres en Kabul (a saber, UNIFEM, "Centro Internacional de Derechos Humanos y Desarrollo Democrático", Red de Mujeres Afganas, la Comisión de Mujeres del Parlamento y el Ministerio de Asuntos de la Mujer de Afganistán.
En Afganistán, prevalecen las costumbres y tradiciones influenciadas por reglas patriarcales centenarias, el tema de la violencia contra las mujeres se vuelve más pronunciado. Los altos niveles de analfabetismo entre la población perpetúan aún más el problema. Varias mujeres en Afganistán creen que es aceptable que sus esposos abusen de ellas. Revertir esta aceptación general del abuso fue una de las principales razones detrás de la creación de la eliminación de la violencia contra las mujeres. In 2018, Amnesty International reported that violence against women was perpetrated by both state and non-state actors.

### Crímenes de honor
En 2012, Afganistán registró 240 casos de Crimen de honor. De los asesinatos por honor denunciados, el 21% fueron cometidos por los esposos de las víctimas, el 7% por sus hermanos, el 4% por sus padre y el resto por otros familiares (de sangre o político).
En mayo de 2017, Misión de Asistencia de las Naciones Unidas en Afganistán concluyó que la gran mayoría de los perpetradores de asesinatos por honor no fueron juzgados o castigados.

## Política y fuerza laboral

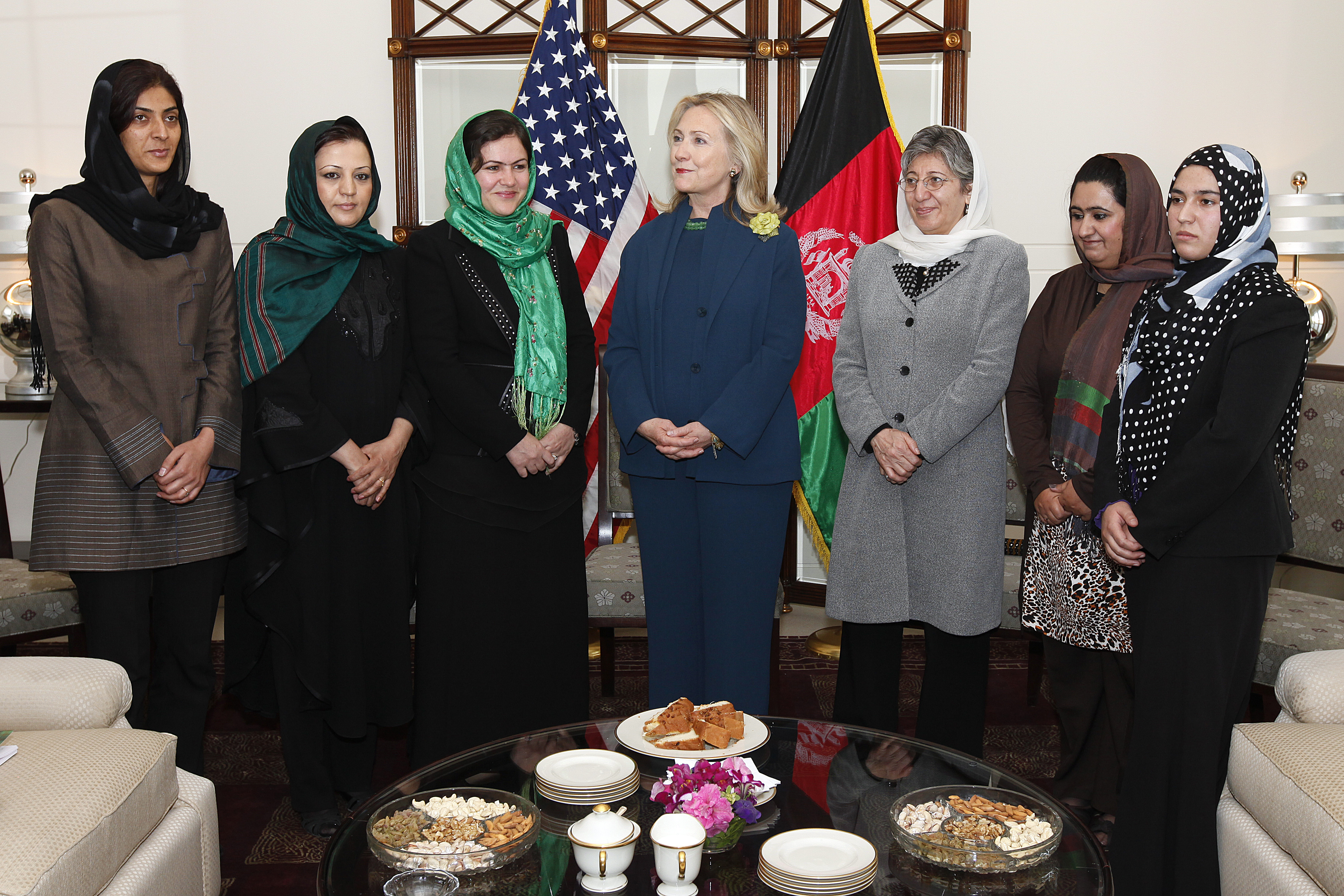
Hillary Clinton de pie con mujeres políticas afganas, que incluye Sima Samar a su izquierda, Fawzia Koofi (con el pañuelo verde en la cabeza) a su derecha, y Selay Ghaffar y Maria Bashir entre otras.

Un gran número de mujeres afganas sirven como  miembros del parlamento. Algunos de estos incluyen Shukria Barakzai, Fauzia Gailani, Nilofar Ibrahimi, Maria Bashir, Fawzia Koofi y Malalai Joya. Varias mujeres también tomaron posiciones como Ministros del Consejo de Ministros, incluidas Suhaila Seddiqi, Sima Samar, Husn Banu Ghazanfar y Suraya Dalil. Habiba Sarabi se convirtió en la primera mujer gobernadora en Afganistán (de la Provincia_de_Bamiyán). También se desempeñó como Ministra de Asuntos de la Mujer. Azra Jafari se convirtió en la primera alcaldesa de Nili, la capital de la provincia de Daikondi. A diciembre de 2018, Roya Rahmani es la primera embajadora afgana en Estados Unidos.

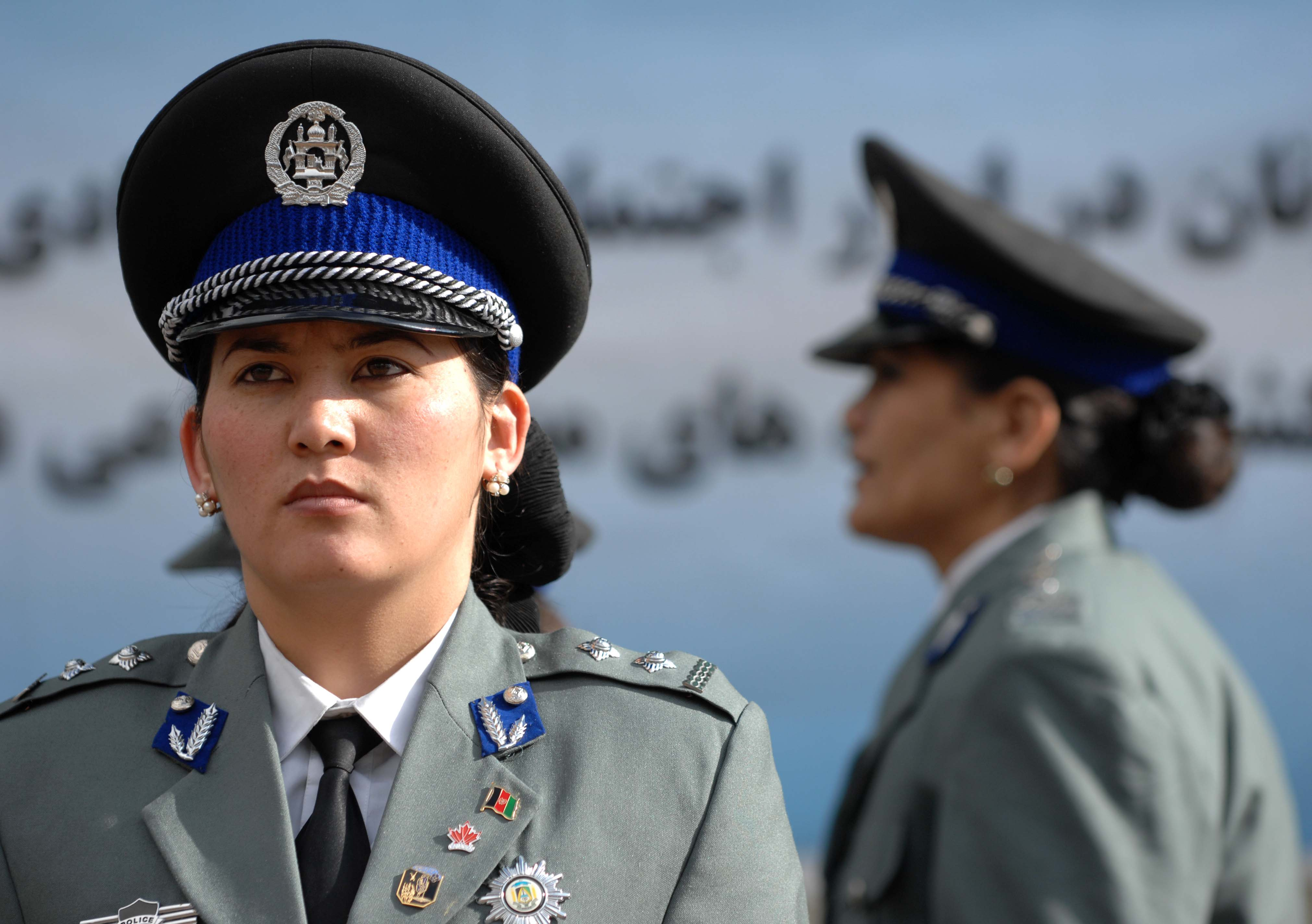
Mujeres oficiales de la Policía Nacional Afgana.

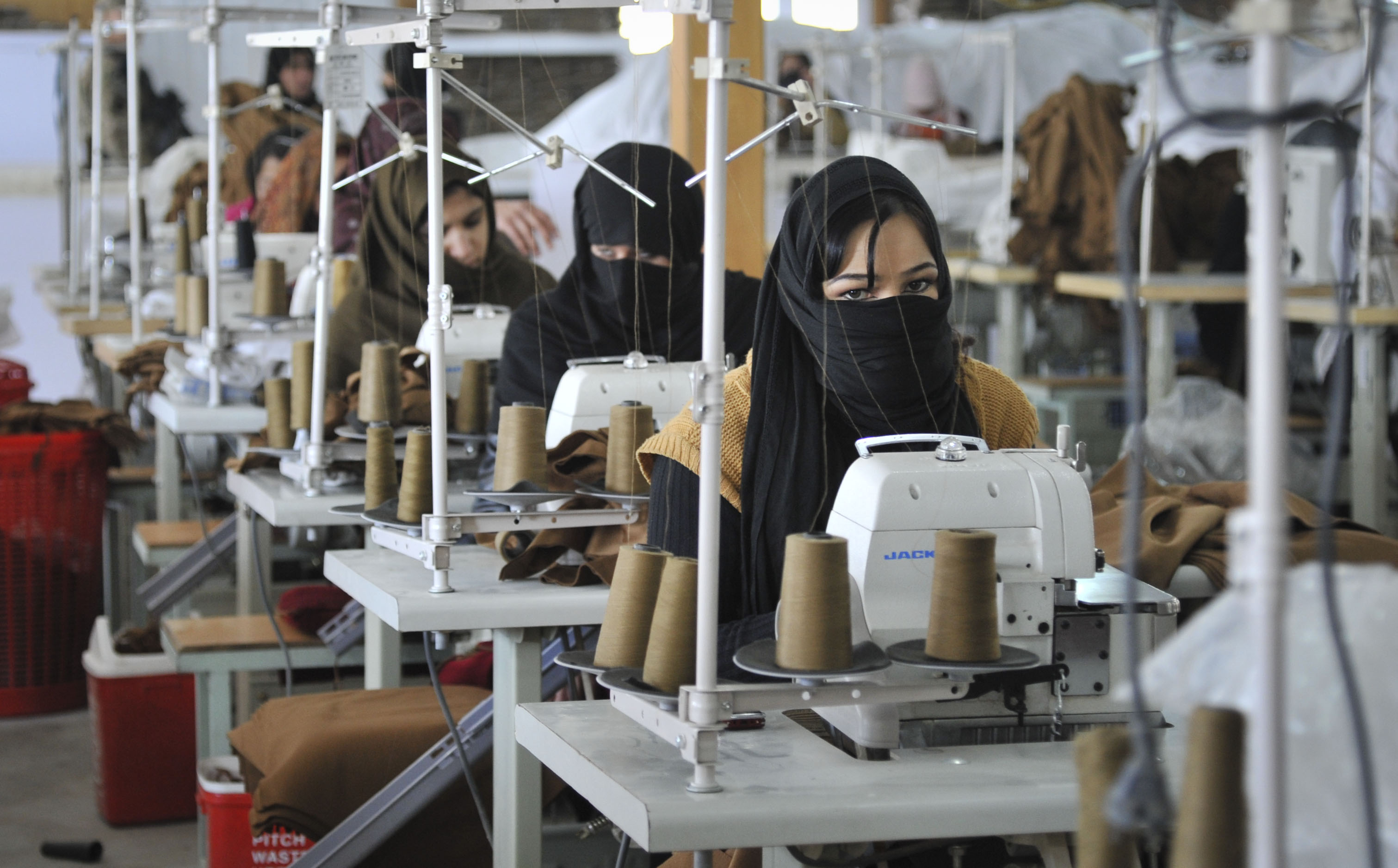
Bordado a máquina es muy popular en Afganistán, casi todos los hogares poseen una máquina de coser.

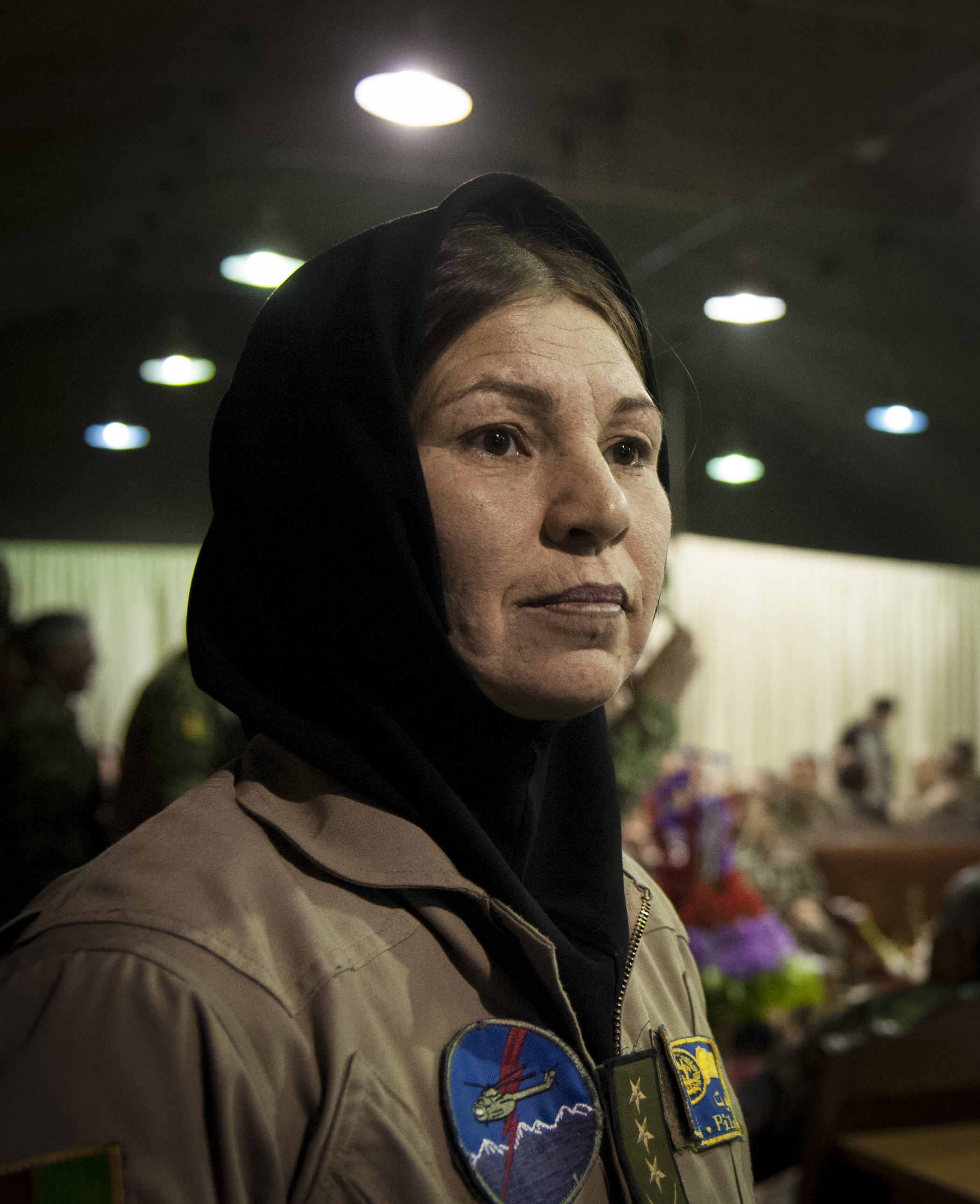
Coronel Latifa Nabizada de la Fuerza Aérea Afgana en 2013.

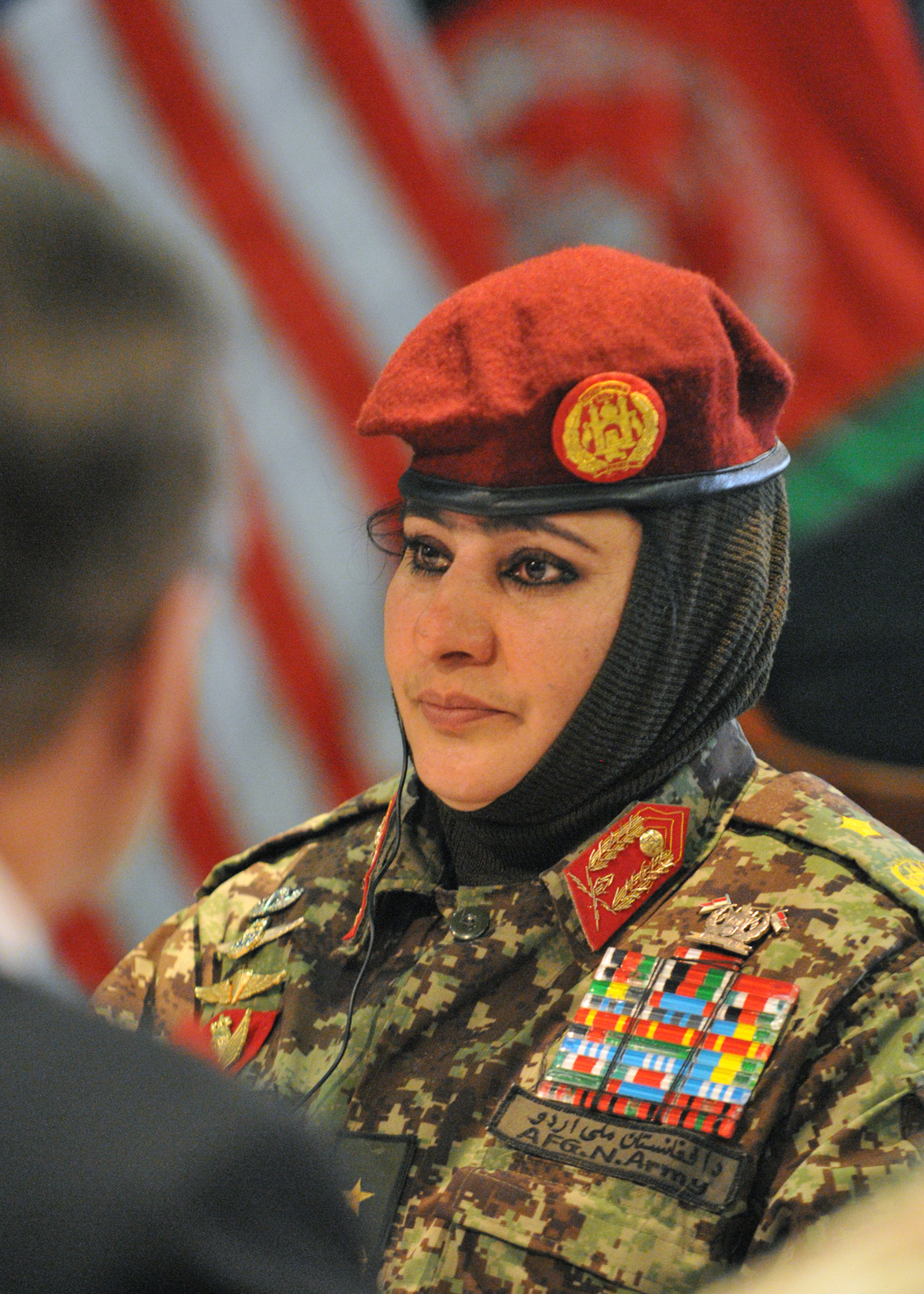
General de Brigada Khatool Mohammadzai del Ejército Nacional Afgano en 2012.

Las Fuerzas de seguridad nacional afganas, que incluye a la Policía nacional afgana, tienen un número creciente de mujeres oficiales. Uno de los General de Brigada del Ejército Nacional Afgano es Khatool Mohammadzai. En 2012, Niloofar Rahmani se convirtió en la primera mujer piloto en el programa de entrenamiento de pilotos Fuerza Aérea Afgana en volar solo en un avión de ala fija, siguiendo los pasos del Coronel Latifa Nabizada, la primera mujer piloto afgana en volar un helicóptero militar. Otras mujeres afganas notables incluyen Roya Mahboob, Aziza Siddiqui, Mary Akrami, Suraya Pakzad, Wazhma Frogh, Shukria Asil, Shafiqa Quraishi, Maria Bashir, Maryam Durani, Malalai Bahaduri y Nasrin Oryakhil.
El trabajo tradicional más popular para las mujeres en Afganistán es la costura, y un gran porcentaje de la población son profesionales en costura que trabajan desde casa. Desde la caída de los talibanes, las mujeres han vuelto a trabajar en Afganistán. Algunos se convirtieron en emprendedoras al iniciar negocios. Por ejemplo, Meena Rahmani se convirtió en la primera mujer en Afganistán en abrir un Bowling en Kabul. Muchos otros son empleadas de empresas y pequeñas empresas. Algunos participaron canto, actuación, y medios de comunicación. En 2015, Negin Khpolwak, de 17 años, se convirtió en la primera mujer directora de orquesta de Afganistán.
En 2014, las mujeres constituían el 16,1% de la fuerza laboral en Afganistán. Debido a que la nación tiene una  economía en dificultades abrumada por un desempleo masivo, las mujeres a menudo no pueden encontrar trabajo donde reciben un salario suficiente. Un área de la economía donde las mujeres juegan un papel importante es en agricultura. Del número de afganos empleados en el campo de la agricultura u ocupaciones similares, alrededor del 30 por ciento de ellos son mujeres. En algunas áreas de Afganistán, las mujeres pueden pasar tanto tiempo trabajando en la tierra como los hombres, pero aun así ganan tres veces menos que los hombres en salarios.
En términos de porcentaje, las mujeres ocupan un lugar destacado en los campos de la medicina y los medios de comunicación, y lentamente se están abriendo camino en el campo de la justicia. Debido a que las mujeres siguen siendo altamente alentadas a consultar a una doctora cuando van al hospital, casi el cincuenta por ciento de todos los afganos en la profesión médica son mujeres. El número de mujeres que tienen profesiones en los medios también está aumentando. Se informó en 2008 que casi una docena de estaciones de televisión tenían todas las presentadoras y productoras. A medida que las mujeres tienen más oportunidades en la educación y la fuerza laboral, más de ellas se están volcando hacia carreras en medicina, medios de comunicación y justicia.
Sin embargo, incluso las mujeres que tienen la oportunidad de tener carreras tienen que luchar para equilibrar su vida hogareña con su vida laboral, ya que las tareas domésticas se consideran principalmente tareas femeninas. Dado que la economía afgana es débil, muy pocas mujeres pueden permitirse contratar personal doméstico, por lo que se ven obligadas a hacerse cargo de todo el trabajo doméstico principalmente por su cuenta. Aquellos que eligen trabajar deben trabajar el doble de duro porque esencialmente tienen dos trabajos.

## Educación

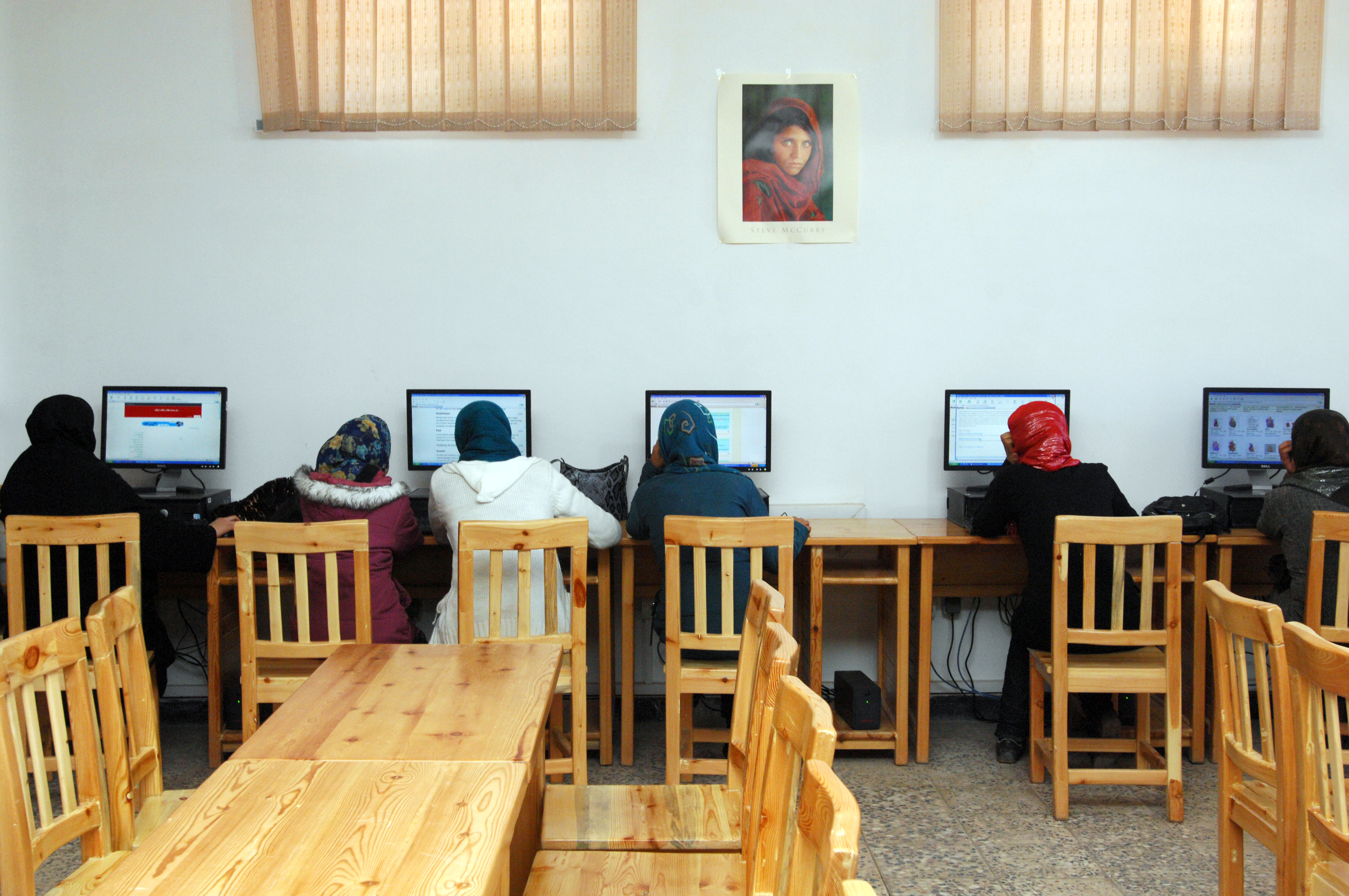
Alumnas que usan internet en Universidad de Herat en la ciudad occidental afgana de Herat.

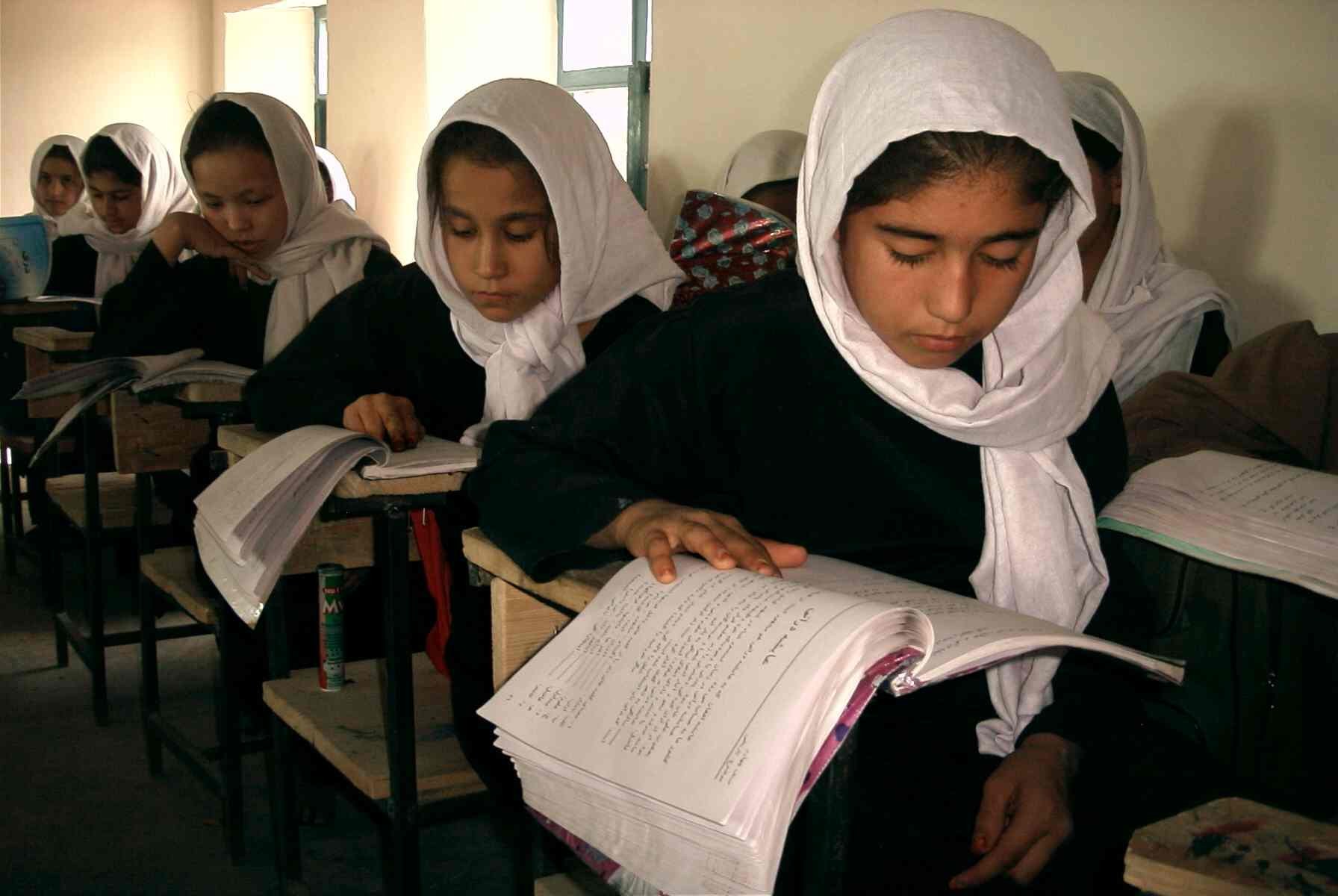
Estudiantes escolares en la provincia de Samangan (2006)

La educación en Afganistán ha mejorado gradualmente en la última década, pero queda mucho por hacer para que alcance el estándar internacional. La tasa de alfabetización para las mujeres es solo del 24,2%. Hay alrededor de 9 millones de estudiantes en el país. De esto, aproximadamente el 60% son hombres y el 40% mujeres. Más de 174,000 estudiantes están matriculados en diferentes  universidades en todo el país. Alrededor del 21% de estos son mujeres.

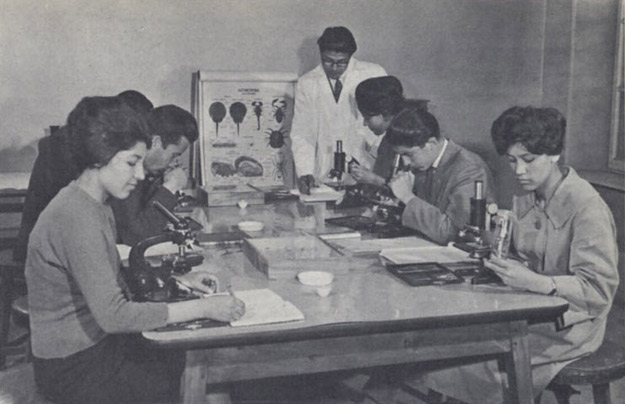
Una clase de biología en Universidad de Kabul a fines de los años 50 o principios de los 60.

A principios del siglo XX, la educación para las mujeres era extremadamente rara debido a la falta de escuelas para niñas. Ocasionalmente, las niñas podían recibir educación en el nivel primario, pero nunca pasaban del nivel secundario. Durante el reinado de Zahir Shah (1933-1973) la educación para las mujeres se convirtió en una prioridad y las jóvenes comenzaron a ser enviadas a las escuelas. En estas escuelas, a las niñas se les enseñaba disciplina, nuevas tecnologías, ideas y socialización en la sociedad.
Universidad de Kabul abrió a las niñas en 1947 y en 1973 había aproximadamente 150,000 niñas en las escuelas de todo Afganistán. Desafortunadamente, el matrimonio a una edad temprana se sumó a la alta tasa de deserción, pero cada vez más niñas ingresaban a profesiones que alguna vez se consideraron solo para hombres. A las mujeres se les daban nuevas oportunidades para ganarse una vida mejor tanto para ellas como para sus familias. Sin embargo, después de la guerra civil y la toma del poder por parte de los talibanes, las mujeres fueron despojadas de estas oportunidades y enviadas de vuelta a la vida donde debían quedarse en casa y ser controladas por sus esposos y padres.
Durante el régimen talibán, muchas mujeres que anteriormente habían sido maestras comenzaron en secreto a educar a niñas (así como a algunos niños) en sus vecindarios, enseñando de diez a sesenta niños a la vez. Los hogares de estas mujeres se convirtieron en hogares comunitarios para estudiantes, y fueron totalmente financiados y administrados por mujeres. Las noticias sobre estas escuelas secretas se difundieron de boca en boca de mujer a mujer.
Cada día, las jóvenes ocultaban todos sus útiles escolares, como libros, cuadernos y lápices, debajo de sus burkas para ir a la escuela. En estas escuelas, a las jóvenes se les enseñaron habilidades literarias básicas, habilidades de cálculo y varias otras materias como biología, química, inglés, estudios coránicos, cocina, costura y tejido de punto. Muchas mujeres involucradas en la enseñanza fueron atrapadas por los talibanes y perseguidas, encarceladas y torturadas.
Los talibanes aún se oponen a la educación para los niños y niñas afganos. Están incendiando escuelas, matando estudiantes y maestros por todo tipo de medios, incluso guerra química. Por ejemplo, en junio de 2012, quince sospechosos fueron detenidos por la Dirección Nacional de Seguridad de Afganistán "en relación con los ataques en serie contra la escuela en el norte de Afganistán". El NDS cree que la Dirección de Inteligencia Inter-Services de Pakistán estaba detrás de la idea. Durante el mismo período, Pakistán se ha negado a entregar libros de texto escolares afganos.
En 2015, la Universidad de Kabul comenzó el primer curso de maestría en género y estudios de la mujer en Afganistán.
Las mujeres afganas obtienen educación en Kazajistán dentro del programa educativo estatal kazajo-afgano patrocinado por la República de Kazajistán. Este país otorga gran importancia al empoderamiento de las mujeres y al fortalecimiento de la estabilidad en Afganistán. En septiembre de 2018, Kazajistán llegó a un acuerdo con la Unión Europea de que la UE contribuiría con dos millones de euros para capacitar y educar a las mujeres afganas en Kazajistán.
En octubre de 2019, Kazajistán, la UE y el PNUD lanzaron un programa educativo para capacitar y educar a varias docenas de mujeres afganas en universidades kazajas durante los próximos cinco años. A partir de 2019, casi 900 graduados del programa de Kazajistán se desempeñan en altos cargos en la oficina del presidente afgano, los ministerios del gobierno, los guardias fronterizos y la policía, mientras que otros trabajan como respetados médicos, ingenieros y periodistas.

## La mujer y el deporte
En la última década, las mujeres afganas han participado en varios tipos de deportes, como fútbol sala, fútbol y baloncesto. En 2015, Afganistán celebró su primer maratón; Entre los que corrieron todo el maratón había una mujer, Zainab, de 25 años, que se convirtió así en la primera mujer afgana en correr un maratón dentro de su propio país.

## Matrimonio y paternidad

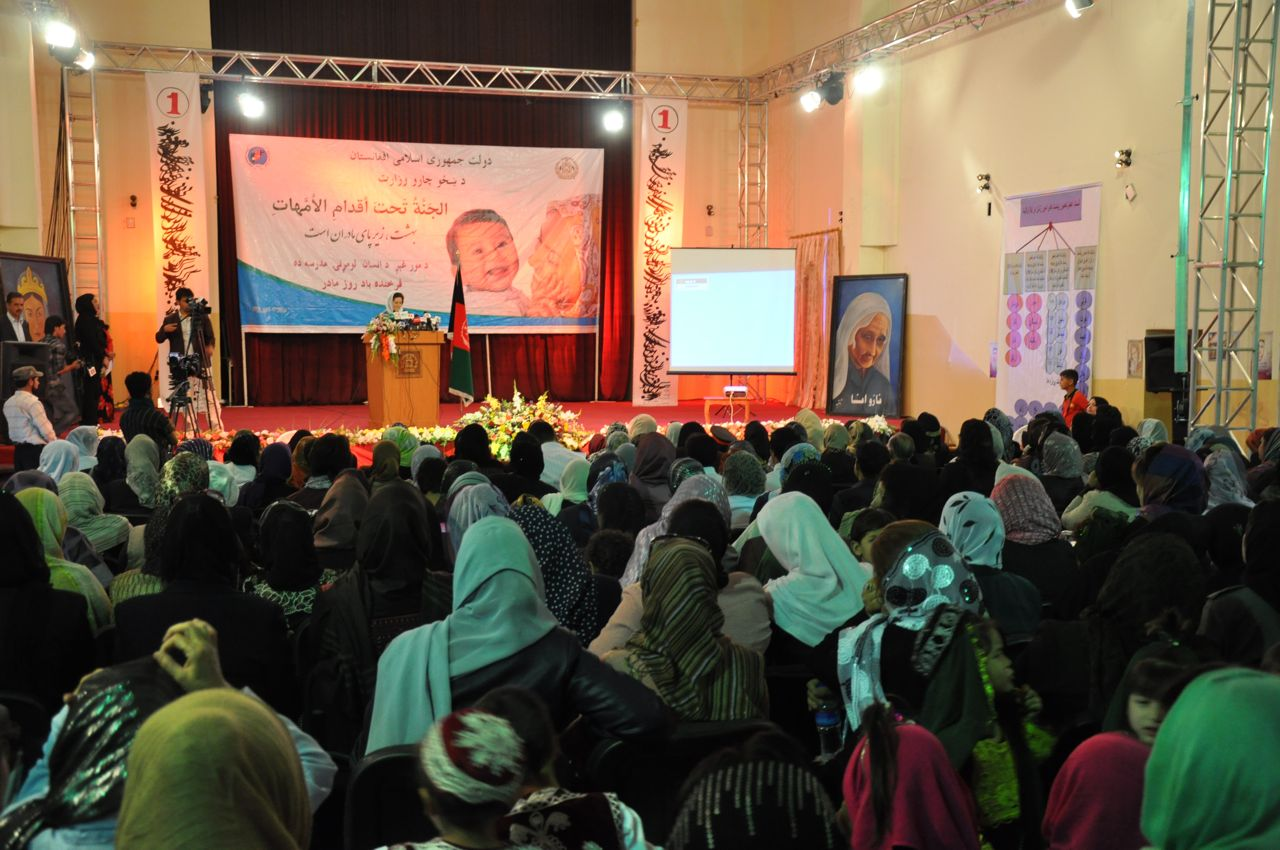
Día de la Madre en Afganistán

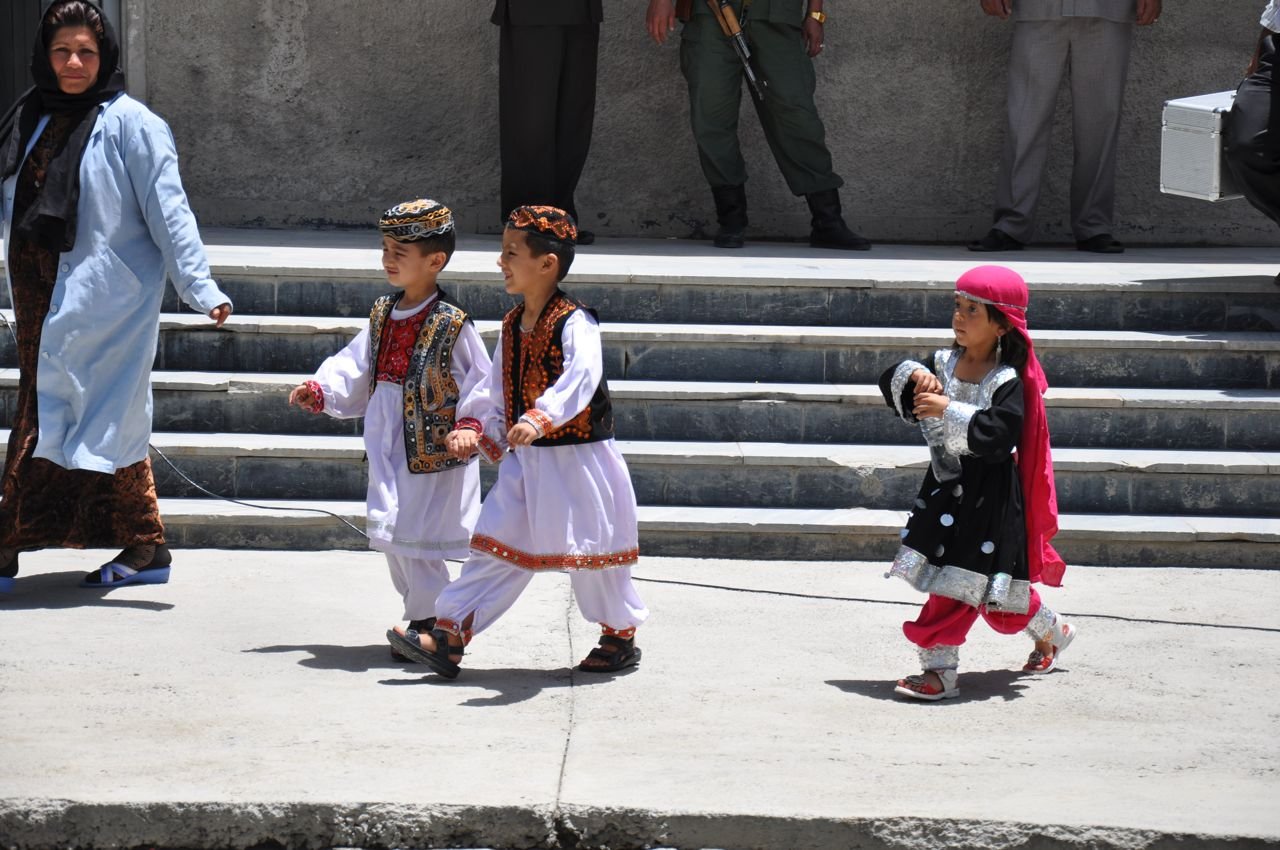
Madre con sus hijos en el día de la madre en Kabul

Los matrimonios en Afganistán generalmente están de acuerdo con Islam y la cultura de Afganistán. La edad legal para contraer matrimonio en Afganistán es de 16 años. Los afganos se casan entre sí por motivos de secta religiosa, etnia y asociación tribal. Es raro ver un matrimonio entre un sunita pashtún y un chiita hazara. La nación es una sociedad patriarcal donde comúnmente se cree que los hombres mayores tienen derecho a tomar decisiones por sus familias. Un hombre puede divorciarse sin necesitar el acuerdo de su esposa, mientras que lo contrario no es posible.
El país tiene una alta tasa de fertilidad, con 5.33 niños nacidos/mujeres a partir de 2015. El uso de anticonceptivos es bajo: 21.2% de mujeres, a partir de 2010/11.
Matrimonio arreglado suele ser la única forma en Afganistán. Después de que se arregla un matrimonio, las dos familias firman un contrato que ambas partes tienen la obligación social y cultural de honrar. Es común entre las familias de bajos ingresos que el novio pague un  precio de la novia a la familia de la novia. El precio se negocia solo entre los padres. El precio de la novia se ve como una compensación por el dinero que la familia de la novia ha tenido que gastar en su cuidado y educación.
Matrimonio forzado también se informa en Afganistán. En casi el 50% de los casos, la novia es menor de 18 años y en el 15% de los matrimonios, la novia es menor de 15. A veces, las mujeres recurren a suicidio para escapar de estos matrimonios.
En ciertas áreas, las mujeres a veces se intercambian en un método de resolución de disputas llamado baad (Baad es un método preislámico de acuerdo y compensación mediante el cual una mujer de la familia del criminal es entregada a la familia de la víctima como sirvienta o novia.) que, según los proponentes, ayuda a evitar la enemistad y la violencia entre las familias, aunque las propias mujeres a veces están sujetas a una violencia considerable antes y después del matrimonio. La práctica de baad se considera ilegal en Afganistán.
Según la ley afgana, "si una mujer busca el divorcio, entonces debe contar con la aprobación de su esposo y necesita testigos que puedan testificar en la corte que el divorcio está justificado". La primera vez que una mujer se divorció de un hombre en Afganistán fue el divorcio iniciado por  Rora Asim Khan, quien se divorció de su esposo en 1927. Esto se describió como único en el momento en que ocurrió, pero fue una excepción, ya que Rora Asim Khan era una ciudadana extranjera, que obtuvo su divorcio con la ayuda de la embajada alemana.
Si bien es legal que los ciudadanos varones se casen con extranjeros no musulmanes, es ilegal que las ciudadanas lo hagan, y la ley afgana considera a todos los ciudadanos afganos musulmanes.